# Tønder Pastorat
Tønder Pastorat  omfatter Tønder Sogn, Møgeltønder Sogn og Ubjerg Sogn, alle i Tønder Kommune.

## Ekstern henvisning
- Tønder sogn  på sogn.dk
- Emmerske Kirkedistrikt Arkiveret 2. juli 2007 hos  Wayback Machine
- Tønder Kristkirke kirkens hjemmeside
- Den tyske del af Tønder menigheden Arkiveret 28. september 2007 hos  Wayback Machine